# Rebel·lió de Morant Bay

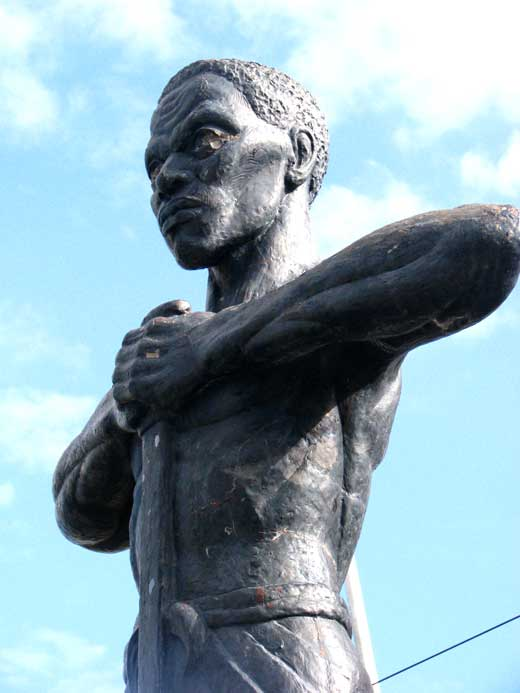
Estàtua de Paul Bogle a Mont Bay, Jamaica

La Rebel·lió de Morant Bay va començar l'11 d'octubre de 1865 quan entre 200 i 300 afrojamaicans es van revoltar a Morant Bay, a la Parròquia de St. Thomas, a Jamaica liderats per Paul Bogle. La rebel·lió i les seves conseqüències han estat considerats un fet destacat de la història de Jamaica i també va generar un debat polític a Gran Bretanya. En l'actualitat la rebel·lió encara roman controvertida i és molt citada per especialistes d'estudis afroamericans i colonials.

## Context
El 6 d'agost de 1834 es va acabar amb l'esclavitud a la Colònia de Jamaica amb l'aprovació de la Llei d'Emancipació Britànica, en la qual es va decidir que la plena emancipació seria l'1 d'agost de 1838 després de 4 anys d'aprenentatge. Aquest últim dia seria l'últim dia en què s'havien d'alliberar els antics esclaus perquè poguessin escollir la seva feina. Sobre el paper, els antics esclaus van guanyar el dret a vot. Tot i això, la majoria dels afrojamaicans van continuar en la pobresa i hi havia una taxa sobre el dret a vot que els excloïa de l'emancipació real. Durant les eleccions de Jamaica de 1864 hi va haver menys de 2.000 afrojamaicans que van poder votar d'una població total de més de 436.000 persones, cosa que representava una ràtio de 32:1 favorable als electors blancs. Abans de la rebel·lió, les condicions de vida dels antics esclaus havien anat empitjorant. El 1864 hi havia hagut diverses inundacions que van arruïnar molts cultius i el 1865 va marcar el final d'una dècada en la qual hi havia hagut moltes plagues de còlera i verola a Jamaica. El 1865 va estar precedit de dos anys de sequera que va afectar negativament la situació econòmica dels antics esclaus del país. Aquestes condicions van portar a divers fallides de la indústria sucrera que van augmentar la crisi econòmica. Amb aquest context, les tensions entre els propietaris de les terres i els antics esclaus van augmentar i hi van començar a haver rumors que els plantadors volien restaurar l'esclavitud.
El 1865, el Dr. Edward Underhill, secretari de la Societat Missionera Baptista de Gran Bretanya va escriure una carta a la Colonial Office en la qual hi expressava el mal estat en què es trobava Jamaica. Aquesta carta va arribar al governador Edward Eyre que va dir que el que deia no era veritat. Els negres pobres van començar a organitzar-se en "reunions clandestines". De fet, els pagesos de la Parròquia de St. Ann van enviar una petició a la Reina Victòria que els cedís terres de la Corona perquè les poguessin conrear, ja que no havien pogut trobar terres per ells mateixos. Però aquesta carta va passar per les mans del governador i hi va afegir els seus propis comentaris.
La contestació de la Reina va fer veure els afrojamaicans que Eyre havia influenciat en la seva opinió perquè ella els encoratjava que treballessin més intensament més que no pas els oferia ajuda. George William Gordon, un polític mulat va començar a encoratjar el poble perquè donessin a conèixer les seves queixes. Un dels seus seguidors fou el diaca Paul Bogle.
Tenint la Revolució haitiana al cap, els britànics de Jamaica i de les altres colònies de l'Imperi temien que els jamaicans volguessin obtenir el control de l'illa.

## Rebel·lió i resposta
El 7 d'octubre de 1865 un afrojamaicà fou dut a judici i empresonat per traspassar una plantació que estava abandonada des de feia molt de tems. Això va enutjar els jamaicans negres. Durant els procediments, James Geoghegon, un espectador negre va protestar en el judici i durant l'intent dels policies de capturar-lo, hi va haver una lluitar entre els policies i els espectadors. Mentre perseguien a Geoghegon els dos policies foren atacats amb pedres i bastons. El dilluns següent, després quan els van capturar hi va haver molts homes que es van amotinar i van atacar la policia. Entre aquests hi havia el predicador baptista Paul Bogle.
Pocs dies després, l'11 d'octubre, Mr. Randall Brown va marxar amb un grup de persones protestant fins a Morant Bay. Quan van arribar a la cort de justícia, es van trobar amb una petita milícia sense experiència. Van començar a atacar a la milícia amb rocs i pals i aquesta va obrir foc contra el grup matant a set manifestatns negres.
El governador Edward John Eyre va enviar tropes governamentals dirigides pel general de brigada Alexander Nelson, per sufocar la rebel·lió i portar a Paul Bogle davant el jutge a Morant Bay. Les tropes de l'exèrcit no van trobar cap resistència organitzada però van matar diversos negres de manera indiscriminada, molts dels quals no s'havien implicat en la revolta. Així, van matar 439 afrojamaicans i en van arrestar 354 més (incloent-hi a Paul Bogle), que van ser executats posteriorment. Paul Bogle fou executat la mateixa nit que fou empresonat o el matí següent. A més a més, van infligir altres càstigs com flagel·lar a més de 600 homes i dones (fins i tot algunes embarassades) i empresonant a més persones. També van cremar milers de llars d'afrojamaicans sense cap raó justificable.
George William Gordon, un empresari i polític jamaicà crític amb el governador John Eyre i les seves polítiques fou arrestat perquè deien que estava darrere la revolta. Tot i que no hi havia tingut res a veure, fou executat. Tot i que George William Gordon havia estat arrestat a Kingston, fou traslladat a Morant Bay per a poder-lo jutjar sota la llei marcial. L'execució i el judici de Gordon aprofitant la llei marcial va plantejar algunes qüestions constitucionals a Gran Bretanya, on hi va haver debats polítics sobre si a les dependències britàniques hi havia d'haver el govern de la llei o havien de ser governades per la llicència militar. Gordon fou penjat el 23 d'octubre després d'un judici ràpid juntament amb William Bogle, germà de Paul.

## Conseqüències a la Gran Bretanya
Quan les notícies sobre la resposta a la rebel·lió van arribar a la metròpolis, es va generar un debat important protagonitzat per figures públiques que pertanyien a diferents afiliacions polítiques a favor o en contra de les accions del governador Eyre. Quan aquest va tornar a Gran Bretanya a l'agost de 1866 els seus partidaris van celebrar un banquet en honor seu mentre que els seus opositors van organitzar una manifestació en contra en la qual el consideraven un assassí. Els opositors van establir el Comitè de Jamaica que acusava a Eyre d'assassí en massa. Els membres més radicals del Comitè deien que havia assassinat a ciutadans britànics com George William Gordon, ja que era il·legal aprofitar la llei marcial per a fer-ho. En el Comitè hi havia anglesos liberals com John Bright, Charles Darwin, John Stuart Mill, Thomas Huxley, Thomas Hugues i Herbert Spencer. Els tories i els socialistes conservadors van organitzar un comitè favorable a Eyre; entre aquests hi havia personatges com Thomas Carlyle, el reverend Charles Kingsley, Charles Dickens i John Ruskin. Eyre va ser inculpat per assassinat dues vegades però no va ser processat mai.
Mentre alguns historiadors han argumentat que la Rebel·lió de Morant Bay no fou més que una revolta local, altres creuen que després d'aquesta l'Assemblea de Jamaica va renunciar als seus estatuts i Jamaica es va convertir en una colònia de la Corona britànica.

## La Rebel·lió de Morant Bay a la cultura popular
Com a mínim quatre escriptors jamaicans han escrit sobre la Rebel·lió de Morant Bay. El crioll H. G. de Lisser, editor del diari The Gleaner va publicar la novel·la titulada Revenge el 1918 en el diari, però ara està exhaurida. L'escriptor Roger Mais (famós per la seva novel·la rastafària Brother Man) va escriure l'obra de teatre George William Gordon que fou estrenada el 1938. El 1949 Victor Stafford Reid va escriure una novel·la que commemorava la rebel·lió, New Day.
El segon àlbum de la banda musical de reggae Third World va destacar la cançó 1865 (96º A la Sombra), una cançó que descriu els esdeveniments de la revolta des del punt de vista de Paul Bogle i George William Gordon.
La novel·la de Patricia Duncker James Miranda Barry que es destaca en un capítol de la novel·la Caribbean de James Michener també tracta sobre la Rebel·lió de Morant Bay.